# Regione di Worodougou
La regione di Worodougou è una delle 31 regioni della Costa d'Avorio ed è situata nel distretto di Woroba. Comprende due dipartimenti: il dipartimento di Mankono e il dipartimento di Séguéla.
| Controllo di autorità | VIAF (EN) 6040151837994020520006 |